# Боса Ранковић
Боса Ранковић (1872—?) била је болничарка у Балканским и Првом светском рату и носилац медаље „Флоренс Најтинегл” за несебичну помоћ и хуманост.

## Школовање и удаја
Рођена је 1872. године, школовала се четири године на Вишој женској школи у Београду и била је на двогодишњем усавршавању у заводу Маринковић. Била је удата за професора веронауке и познатог српског писца Светолика Ранковића. Са њим је изродила троје деце, али је после мужевљеве смрти 1899. године постала удовица и остала без средстава за живот, пошто је мужевљеву пензију чекала неколико година.

## Хуманитарни рад и ратови
Одлучила је да упише курс за болничарке у оквиру Црвеног крста 1908. године, јер је желела да помаже другима те је затим почела да ради у Војној болници у Београду где је лечила пацијенте. По избијању Балканских ратова, све време је проводила на инфективном одељењу Београдске болнице. Средином 1914. године са болесницима евакуисана у Ниш. Док је трајао Први светски рат све време је била међу рањеницима. По завршетку рата остала је у служби у Главној војној болници, с тим да је остала активна у раду Црвеног крста, угледног друштва „Кнегиња Љубица”, Кола српских сестара и међу првима је приступила Женској странци.

## Признање
Иако су све информације о њој штуре, зна се да је 1931. године награђена медаљом „Флоренс Најтингел” и да јој је престижно признање Међународног црвеног крста уручио генерал др Жарко Рувидић. Он је био шеф Унутрашњег одељења Војне болнице, установе у којој је Боса Ранковић несебично спасавала многе животе.